# Jean Hérault, Baron von Gourville
Jean Hérault, Baron von Gourville, (* 10. Juli 1625 in La Rochefoucauld; † 14. Juni 1703 in Paris) war ein französischer Abenteurer und Finanzmann. Er verkehrte später fast auf Augenhöhe mit hohen Adligen, obwohl er aus kleinsten Verhältnissen kam und verkörpert damit einen seltenen Ausnahmefall in seiner Zeit.

## Leben

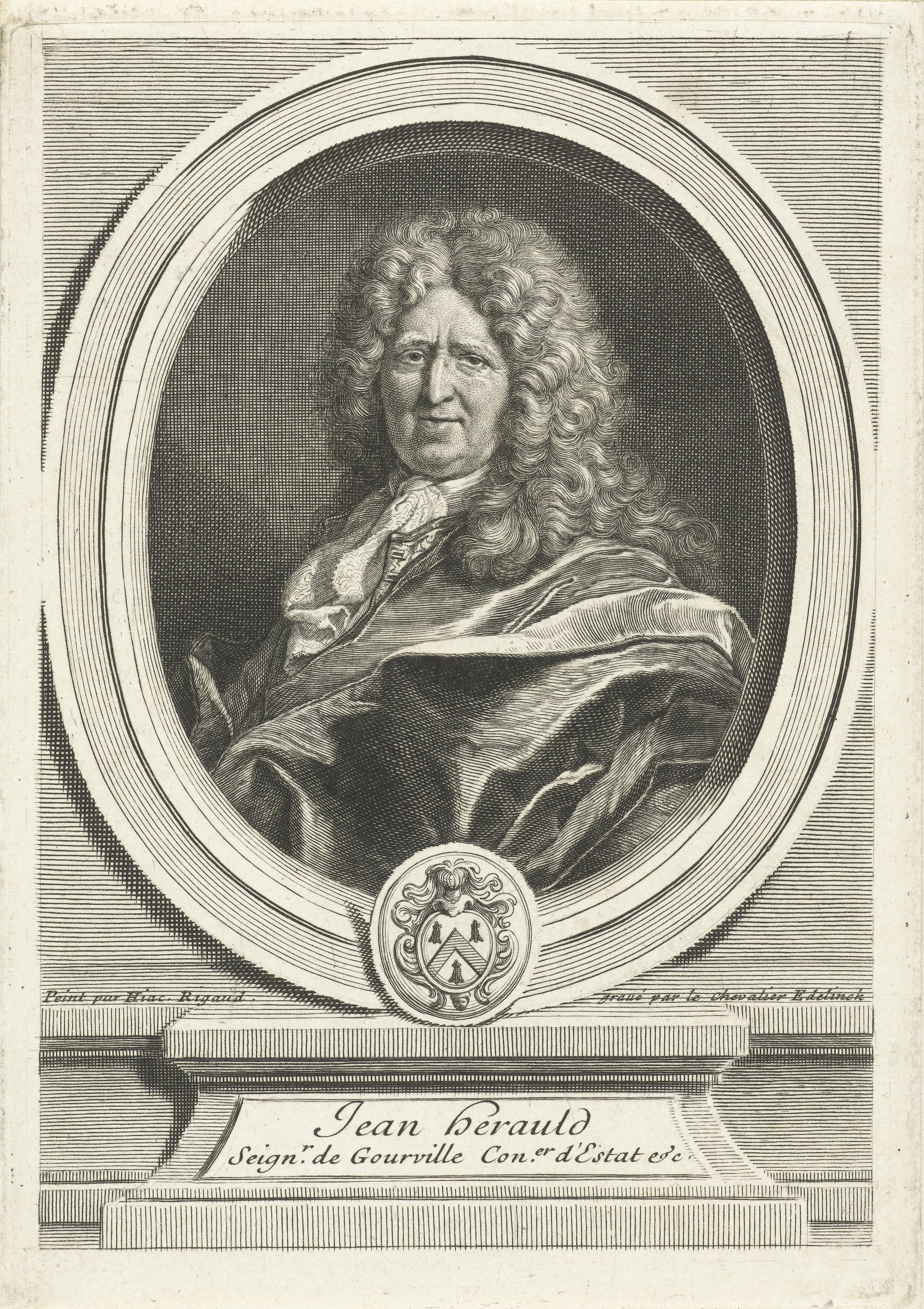
Gourville

Gourville wurde mit 18 Jahren Diener im Haus La Rochefoucauld und 1646 Sekretär (maître d’hôtel) von François de La Rochefoucauld, dem Autor der Maximen. Er war La Rochefoucauld eine wichtige Hilfe während der unruhigen Jahre der Fronde, in der er eine sehr aktive Rolle spielte und Kontakte zu hohen Kreisen knüpfte, unter anderem zum Anführer der Fronde Louis II. de Bourbon, prince de Condé, Jules Mazarin und Nicolas Fouquet.  Nach der Fronde brachte er es in wenigen Jahren als Vertrauter von Fouquet, der ihn zum Steuerpächter von Guyonne machte, in diversen Finanztransaktionen zu enormem Reichtum. Seinen Reichtum mehrte er weiter durch Geschick im Kartenspiel. 1660 erwarb er für 100.000 Livres das Château de Gourville und nahm den Namen Gourville an.

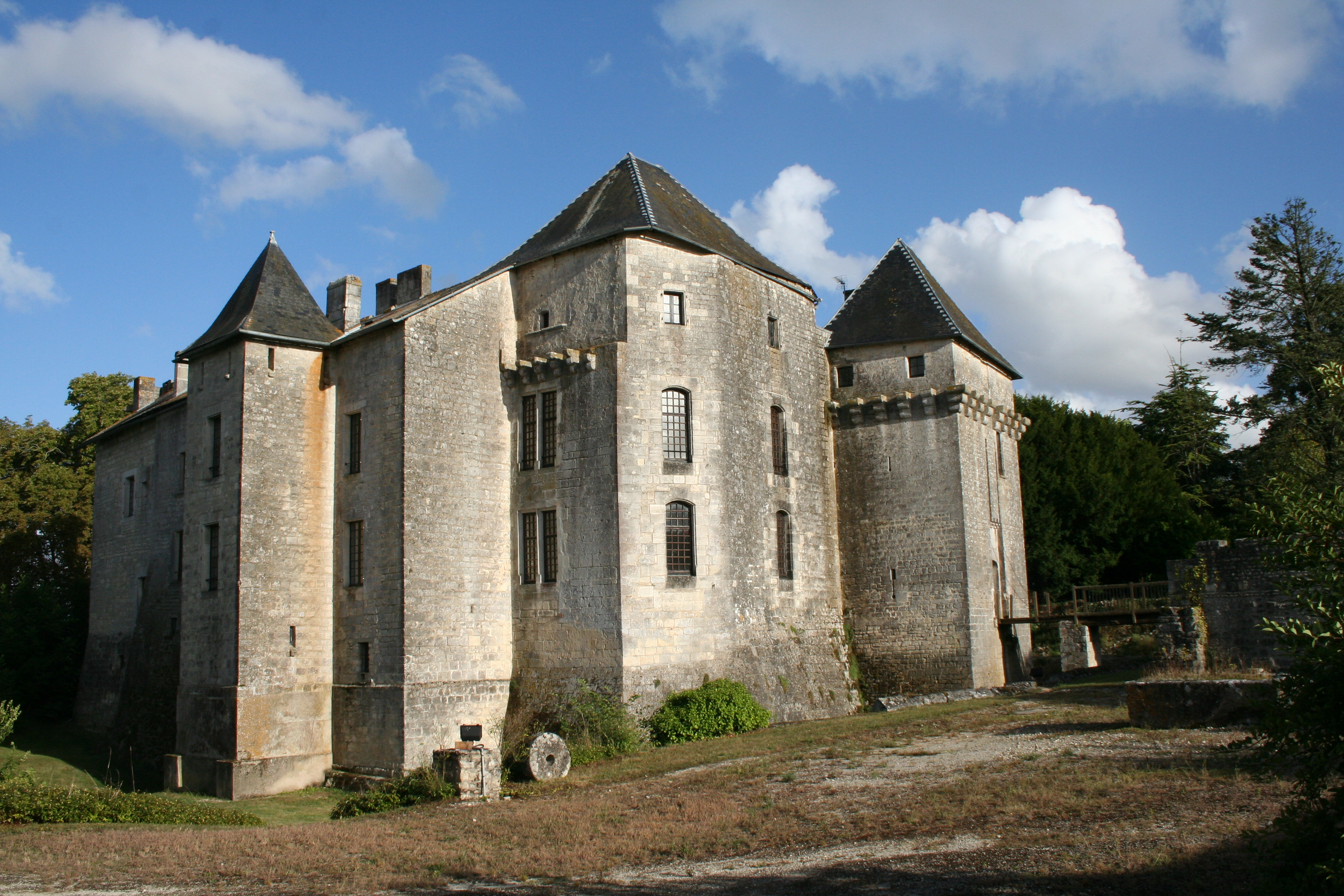
Schloss von Gourville

Beim Sturz von Fouquet wurde auch Gourville angeklagt, konnte aber, da er durch Louvois und Jean-Baptiste Colbert 1661 gewarnt wurde, entkommen und wurde nur in Abwesenheit gehängt. Er ging in die Niederlande und nach London. 1665 wurde er explizit von einer für Finanzleute verkündeten Amnestie durch Ludwig XIV. ausgenommen, erhielt aber 1667 dank der dort geknüpften Kontakte eine offizielle Mission in den Niederlanden. 1668 kehrte er nach Paris zurück, da Condé die Hilfe eines geschickten Finanzmanns benötigte, um seinen Gläubigern zu entgehen, und wurde 1669 Intendant des Hauses Condé. Er wurde auch in diplomatischen Missionen in Deutschland, den Niederlanden und Spanien verwendet. 1671 erfolgte seine Amnestie. 1696 erkrankte er und zog sich auf seine Güter zurück, wo er seine Memoiren schrieb. Sie wurden 1724 veröffentlicht.

## Quelle
- Encyclopedia Britannica 1911